# 19584 Sarahgerin
19584 Sarahgerin este un asteroid din centura principală de asteroizi.

## Descriere
19584 Sarahgerin este un asteroid din centura principală de asteroizi. A fost descoperit pe 13 iulie 1999 la Socorro, New Mexico, în cadrul proiectului LINEAR. Asteroidul prezintă o orbită caracterizată de o semiaxă mare de 2,65 ua, o excentricitate de 0,05 și o înclinație de 1,5° în raport cu ecliptica.